# Жанна де Даммартен
Жанна де Даммартен (фр. Jeanne de Dammartin; ок. 1220 — 15 марта 1279) — королева Кастилии и Леона в 1237—1252, графиня Омальская с 1239, графиня Понтье и Монтрей с 1250, старшая дочь графа Омальского Симона де Даммартен и графини Марии де Понтье.

## Биография
Жанна была старшей из дочерей в семье Симона де Даммартена и Марии де Понтье, которая после смерти отца в 1221 году унаследовала графства Понтье и Монтрей. По матери Мария была внучкой короля Франции Людовика VII, так что Жанна была близкой родственницей короля Франции.
В семье Симона и Марии родилось четыре дочери, Жанна была старшей из них. Точный год рождения Жанны неизвестен. Предполагается, что она родилась около 1220 года. Поскольку сыновей в семье не было, то Жанна стала наследницей всех владений к матери. А в 1234 году Жанна стала наследницей и графства Омаль: отобранное в 1214 году из-за участия Симона и его старшего брата Рено в восстании знати против короля Филиппа II Августа, оно было возвращено Бланкой Кастильской, регентшей Франции при малолетнем короле Людовике IX, Симону.
Как богатая наследница, Жанна стала желанной невестой. В 1234 году на неё обратил внимание король Англии Генрих III. Молодой король, желавший отвоевать у Франции Нормандию, отобранную в 1204 году королём Филиппом II Августом у отца Генриха, нуждался в базе для вторжения на континент. Такой идеальной базой для вторжения могло бы стать графство Понтье. Кроме того, богатство Жанны могло бы пойти на финансирование армии. В результате король Генрих договорился с родителями Жанны о браке, получив их согласие, а также запросил папского разрешения на брак — поскольку Жанна приходилась Генриху близкой родственницей, разрешение было необходимым.
Однако в брачные планы Генриха вмешалась Бланка Кастильская. Она отправила в Рим официальную жалобу, сообщая о том, что брак Генриха и Жанны недопустим по каноническому праву. Кроме того, Симон, отец Жанны, в своё время был вынужден взамен прощения за выступление против короля дать обещание королю Людовику VIII о том, что он не выдаст замуж своих старших дочерей без разрешения короля Франции. Бланка от имени своего сына-короля напомнила Симону об этом обещании, пригрозив в случае заключения брака лишить Симона владений. В итоге брак был расстроен, а Генрих в 1236 году женился на Элеоноре Прованской.
В конце 1235 года умерла Елизавета фон Гогенштауфен, жена короля Кастилии и Леона Фернандо III, племянника Бланки Кастильской. Обеспокоенная тем, что Фернандо мог оказаться вовлечён в союз против Франции, Бланка решила женить его вторично. Выбор пал на Жанну де Даммартен, руку которой Бланка предложила своему племяннику. Брак был заключён в октябре 1237 года. Одновременно Бланка могла гарантировать, что богатые владения, наследницей которых была Жанна, не перейдут в руки противников короля Франции. И, поскольку у Фернандо от первого брака уже было несколько детей, то вероятность того, что владения Жанны будут присоединены королями Кастилии и Леона, была мала.
От брака Фернандо и Жанны родилось 4 сына (двое умерли в младенчестве) и дочь. Старший из сыновей, Фердининд, должен был стать наследником матери.
В 1239 году умер отец Жанны, Симон. В результате Жанна унаследовала графство Омаль. А в 1250 году умерла и её мать, Мария де Понтье, после чего к личным владениям Жанны присоединились Понтье и Монтрей. Однако Жанна продолжала сопровождать своего супруга и жила в его королевстве.
В мае 1252 года умер король Фернандо III. Новым королём Кастилии и Леона стал Альфонсо X, сын Фернандо II от первого брака. Жанна достаточно быстро поссорилась со своим пасынком из-за полагавшейся ей вдовьей доли. Для того, чтобы получить полагающиеся ей земли и доходы, Жанна в 1253 году вступила в союз с Фадрике, одним из братьев короля Альфонсо X. Фадрике также был недоволен тем, что брат не выделил ему только часть из владений, завещанных отцом. Кроме того, Жанна вступила в союз со своим бывшим женихом — английским королём Генрихом III, сын которого, Эдуард, должен был жениться на Элеоноре, дочери Жанны. В итоге отношения Жанны и Альфонсо X испортились окончательно и в 1254 году, незадолго до брака дочери, Жанна вместе со старшим сыном и наследником Фердинандом перебралась в Понтье.
В 1260 году умерла графиня Булони Матильда де Даммартен, двоюродная сестра Жанны. Единственный сын Матильды отказался от прав на наследство матери, поэтому разгорелся спор за наследование Булонского графства. Предъявила права на Булонь и Жанна, однако Парижский парламент, рассмотрев претензии наследников Матильды, признал графиней Аделаиду Брабантскую.
В период между маем 1260 и 9 февраля 1261 года Жанна вышла замуж второй раз — за Жан де Нель, сеньор де Фалви и де ла Ерель. Детей от этого брака не было.
В последние годы правления Жанны остро встала проблема наследия. Старший сын Жанны, Фердинанд, которого она сделала своим соправителем, умер до 1264 года, оставив сына Жана. По закону о наследованию, который действовал в Понтье, наследником стал второй сын Жанны, Луис, сеньор де Марчена и Суэрос. Однако и он умер раньше матери. Наследницей в итоге стала дочь Жанны, Элеонора Кастильская. Жанна была не очень довольна тем, что её владения перейдут к королям Англии, поэтому она передала часть земель своему внуку Жану.
Жанна умерла 15 марта 1279 года в Аббевилье и была похоронена в аббатстве Валлуар. Элеонора Кастильская и её муж, король Эдуард I, после вступления в наследство были вынуждены быстро оплатить огромные долги, которые Жанна наделала в Понтье, чтобы не дать повода королю Франции вмешаться в дела графства. Кроме того, им пришлось уступить графство Омаль Жану де Понтье, внуку Жанны, чтобы тот отказался от прав на Понтье.

## Семья

### Брак и дети
1-й муж: с 1237 (Бургос) Фернандо III Святой (30 июля/5 августа 1201 — 30 мая 1252), король Кастилии, Толедо и Эстремадуры с 1217, король Леона и Галисии с 1230. Дети:
- Фердинанд де Понтье (1238 — до 1264), граф Омальский, барон де Монтгомери и Нуайель-сюр-Мер
- Элеонора (1240 — 29 ноября 1290), графиня Понтье с 1279; муж: с 18 октября 1254 Эдуард I (17/18 июня 1239 — 8 июля 1307), король Англии
- Луис I (1243 — до 20 апреля 1279), сеньор де Марчена и Суэрос в 1253
- Симон (1244 — в младенчестве)
- Хуан (род. и ум. 1246)

2-й муж: с мая 1260/9 февраля 1261 Жан де Нель (ум. 2 февраля 1292), сеньор де Фальви и де ла Эрелль